# Mungu ibariki Afrika
Mungu ibariki Afrika je himna Tanzanije.

## Tekst
Mungu ibariki Afrika
Wabariki Viongozi wake
Hekima Umoja na
Amani Hizi ni ngao zetu
Afrika na watu wake.
pripjev:
Ibariki Afrika
Ibariki Afrika
Tubariki watoto wa Afrika.
Mungu ibariki Tanzania
Dumisha uhuru na Umoja
Wake kwa Waume na Watoto
Mungu Ibariki Tanzania na watu wake.
pripjev:
Ibariki Tanzania
Ibariki Tanzania
Tubariki watoto wa Tanzania.

## Prijevod na hrvatski
Bože blagoslovi Afriku.
Blagoslovi njene vođe.
Sudbina jedinstvo i
mir su naš štit:
Afrika i njen narod.
pripjev:
Blagoslovi Afriku,
blagoslovi Afriku,
blagoslovi nas, djecu Afrike.
Bože blagoslovi Tanzaniju.
Vječnu slobodu i jedinstvo
Za njene žene, muškarce i djecu.
Bože blagoslovi Tanzaniju i njen narod.
pripjev:
Blagoslovi Tanzaniju,
blagoslovi Tanzaniju,
blagoslovi nas, djecu Tanzanije.